# Dicranodromia chenae
Dicranodromia chenae is een krabbensoort uit de familie van de Homolodromiidae. De wetenschappelijke naam van de soort is voor het eerst geldig gepubliceerd in 2007 door Ng & Naruse.